# Mausoléu de Che Guevara
O Mausoléu de Che Guevara (em castelhano: Mausoleo del Che Guevara, oficialmente Conjunto Escultórico Memorial Comandante Ernesto Che Guevara) é um memorial em Santa Clara, Cuba, localizado na "Plaza Che Guevara" (Praça Che Guevara). Abriga os restos mortais do revolucionário Ernesto "Che" Guevara e de 29 companheiros combatentes mortos em 1967 durante a tentativa de Guevara de incitar uma revolta armada na Bolívia. A área completa, que contém uma estátua de bronze de Guevara de 22 pés, é chamada de Complexo Escultural Ernesto Guevara.

## História
Guevara foi enterrado com todas as honras militares em 17 de outubro de 1997, depois que seus restos mortais foram descobertos na Bolívia, exumados e devolvidos a Cuba. No local, há uma chama eterna acesa por Fidel Castro em sua memória. O local também abriga um museu dedicado à vida de Guevara e exibe artefatos de sua infância, como seu inalador para asma e livros que ele leu na escola. Quando um correspondente do Smithsonian visitou o mausoléu em 2016, viu mulheres de saias verdes (que ele comparou a " groupies do Che") de guarda.
Santa Clara foi escolhida como local em memória da tomada da cidade pelas tropas de Guevara em 31 de dezembro de 1958, durante a Batalha de Santa Clara. O resultado desta batalha final da Revolução Cubana foi a fuga do ditador cubano Fulgencio Batista para o exílio. 
Em Outubro de 1997, os restos mortais de Guevara e de seis revolucionários que morreram com ele na Bolívia chegaram numa comitiva vinda de Havana, em pequenos caixões de madeira a bordo de reboques engatados em jipes. Enquanto os restos mortais eram descarregados diante de uma multidão de centenas de milhares de pessoas, um coral de crianças em idade escolar cantou a elegia de Carlos Puebla a Che Guevara, " Hasta Siempre " (Até Sempre), e então Fidel Castro declarou o seguinte:
| “ | Por que pensaram que, matando-o, ele deixaria de existir como lutador? Hoje ele está em todos os lugares, onde quer que haja uma causa justa a defender. Sua marca indelével está agora na história e seu olhar luminoso de profeta tornou-se um símbolo para todos os pobres deste mundo. | ” |
|   | — . |   |

Além dos restos mortais de Che Guevara, os de outros seis guerrilheiros que perderam suas vidas na Insurgência Boliviana de 1966-1967 também foram sepultados no mausoléu em 17 de outubro de 1997:
- Carlos Coello (Tuma) – Cubano, morto em combate no Rio Piraí em 26 de junho de 1967.
- Alberto Fernandez Montes de Oca (Pacho) – Cubano, morto em combate na Quebrada del Yuro em 8 de outubro de 1967.
- Orlando Pantoja Tamayo (Olo) – Cubano, morto em combate na Quebrada del Yuro em 8 de outubro de 1967.
- René Martínez Tamayo (Arturo) – Cubano, morto em combate na Quebrada del Yuro em 8 de outubro de 1967.
- Juan Pablo Navarro-Lévano Chang (El Chino) – Peruano, capturado e executado em La Higuera em 9 de outubro de 1967.
- Simeon Cuba Sarabia (Willy) – boliviano, capturado e executado em La Higuera em 9 de outubro de 1967.

## Monumento
| “ | Uma visita ao seu memorial, nos arredores da cidade de Villa Clara, é um estudo fascinante tanto sobre história quanto sobre paixão. Independentemente de suas opiniões políticas ou do que você pensa sobre o homem em si, um passeio pelas posses de Che e pela crônica fotográfica de sua vida oferecerá um raro vislumbre de um dos mais duradouros casos de amor entre um líder e seu povo. | ” |
|   | — Liz Fleming, Northern Life . |   |

As obras do complexo começaram em 1982 e foram inauguradas em 28 de dezembro de 1988, com a presença de Raúl Castro. O projeto foi idealizado pelos arquitetos Jorge Cao Campos, Blanca Hernández e José Ramón Linares; junto com os escultores José de Lázaro Bencomo e José Delarra (seu principal criador). Além disso, 500.000 moradores de Santa Clara contribuíram com mais de 400.000 horas de trabalho voluntário na construção do complexo escultórico, que trabalharam em uníssono com artesãos qualificados da Fundição Eliseo Díaz Machado em Guanabacoa.
O complexo estrutural fica no topo de uma colina ondulada com vista para a cidade de Santa Clara e contém uma grande praça de azulejos. No final da praça há dois grandes outdoors com citações de Fidel Castro declarando "Che - foi uma estrela que o colocou aqui e fez de você um povo", e "Queremos que todos sejam como Che". Esculpida em pedra sob a estátua está a conhecida declaração de Guevara de que "Uma coisa que aprendi na Guatemala de Arbenz foi que se eu fosse um médico revolucionário, ou apenas um revolucionário, primeiro deveria haver uma revolução".
Vários elementos do memorial contêm um significado simbólico. Por exemplo, o monumento está orientado 190 graus apontando a figura de Che diretamente para a América do Sul, refletindo seu foco e perspectiva para uma América Latina unida. Além disso, a estátua de bronze de 22 pés de Che o mostra carregando sua arma em vez de mirar, simbolizando que ele está "continuando em frente". Na base do memorial está o lema de Guevara, "Hasta la Victoria Siempre " (Até a Vitória Eterna).